# Liste des clubs de natation en Finlande
Cet article liste des clubs de natation finlandais par municipalité.

## Ahvenanmaa
| Association        | Sigle | Commune       |
| ------------------ | ----- | ------------- |
| Ålands Simförening | ÅSF   | Maarianhamina |

## Carélie du Sud
| Association                | Sigle | Commune      |
| -------------------------- | ----- | ------------ |
| Lappeenrannan Kisa-Toverit | LrKT  | Lappeenranta |
| Lappeenrannan Uimarit      | LrU   | Lappeenranta |
| Uinti Imatra               | UI    | Imatra       |

## Ostrobotnie du Sud
| Association               | Sigle  | Commune   |
| ------------------------- | ------ | --------- |
| Alavuden Urheilijat       | AU     | Alavus    |
| Ilmajoen Kisailijat       | IK     | Ilmajoki  |
| Kauhajoen Karhu           | KaKa   | Kauhajoki |
| Kurikan Ryhti             | KuRy   | Kurikka   |
| Lapuan Virkiä             | Virkiä | Lapua     |
| Seinäjoen Uimarit -58     | SeUi   | Seinäjoki |
| Uintiseura Härmän Hylkeet | UHH    | Kauhava   |

## Savonie du Sud
| Association            | Sigle | Commune    |
| ---------------------- | ----- | ---------- |
| Mikkelin Uimaseura     | MiUS  | Mikkeli    |
| Pieksän Kuutit         | PieKu | Pieksämäki |
| Punkaharjun Urheilijat | PuU   | Savonlinna |
| Savonlinnan Uimaseura  | SUS   | Savonlinna |

## Kainuu
| Association            | Sigle | Commune     |
| ---------------------- | ----- | ----------- |
| Kajaanin Uimaseura     | KaUS  | Kajaani     |
| Kuhmon Kiva Uintiseura | KuKi  | Kuhmo       |
| Suomussalmen Rasti     | SuRa  | Suomussalmi |
| Swimming Club Vuokatti | SCV   | Sotkamo     |

## Kanta-Häme
| Association                 | Sigle | Commune     |
| --------------------------- | ----- | ----------- |
| Hämeenlinnan Mastersuimarit | HMU   | Hämeenlinna |
| Hämeenlinnan Uimaseura      | HäUS  | Hämeenlinna |
| Riihimäen Uimaseura         | RiUS  | Riihimäki   |
| Vesihelmen Uimaseura        | VeUS  | Forssa      |

## Ostrobotnie centrale
| Association                 | Sigle   | Commune |
| --------------------------- | ------- | ------- |
| Kokkolan Työväen Urheilijat | KTU     | Kokkola |
| Kokkolan Uimaseura          | KUS-GSS | Kokkola |

## Finlande centrale
| Association           | Sigle  | Commune   |
| --------------------- | ------ | --------- |
| Jyväskylän Saukot     | JySa   | Jyväskylä |
| Jämsänkosken Ilves    | JIlves | Jämsä     |
| Kampuksen Plaani      | Plaani | Jyväskylä |
| Keuruun Toverit       | KeuTo  | Keuruu    |
| Swimming Jyväskylä    | SWIM   | Jyväskylä |
| Vaajakosken Uimaseura | VaajUS | Jyväskylä |

## Vallée de la Kymi
| Association       | Sigle  | Commune |
| ----------------- | ------ | ------- |
| Haminan Uimaseura | HaUS   | Hamina  |
| Kouvolan Uimarit  | KoU    | Kouvola |
| Uimaseura Aquila  | Aquila | Kotka   |
| Voikkaan Viesti   | VoVi   | Kouvola |

## Laponie
| Association             | Sigle  | Commune   |
| ----------------------- | ------ | --------- |
| Kemijärven Kaiku        | KemijK | Kemijärvi |
| Kemin Työväen Uimarit   | KemTU  | Kemi      |
| Kemin Uimaseura         | KemUS  | Kemi      |
| Kuusamon Erä-Veikot     | KEV    | Kuusamo   |
| Lapin Veikot            | LV     | Sodankylä |
| Rovaniemen Uimaseura    | RoiUS  | Rovaniemi |
| Swimming Club Rovaniemi | SCR    | Rovaniemi |
| Tornion Uimaseura       | TorUS  | Tornio    |

## Pirkanmaa
| Association                 | Sigle   | Commune     |
| --------------------------- | ------- | ----------- |
| Kangasalan Urheilijat KU-68 | KU-68   | Kangasala   |
| Koovee                      | KOOVEE  | Tampere     |
| Mansen Molskis              | Molskis | Tampere     |
| Nokian Pyry                 | Pyry    | Nokia       |
| S.C. Pingviinit             | S.C.P.  | Tampere     |
| TaTU Tampere                | TaTU    | Tampere     |
| Uimaseura Kangasalan Kuohu  | UKK     | Kangasala   |
| Uinti Tampere               | UiTa    | Tampere     |
| Valkeakosken Uimaseura      | ValkUS  | Valkeakoski |

## Ostrobotnie
| Association                               | Sigle   | Commune            |
| ----------------------------------------- | ------- | ------------------ |
| Jakobstads Simmare - Pietarsaaren Uimarit | JS-PU   | Pietarsaari        |
| Kristiinan Urheilijat                     | KrU     | Kristiinankaupunki |
| Vaasan Uimarit -96                        | VaU-96  | Vaasa              |
| Vaasan Uimaseura - Vasa Simsällskap       | VUS-VSS | Vaasa              |

## Carélie du Nord
| Association              | Sigle | Commune |
| ------------------------ | ----- | ------- |
| Brahean Uimarit - Lieksa | BraUi | Lieksa  |
| Joensuun Uimaseura       | JoUS  | Joensuu |
| Kiteen Urheilijat        | KitU  | Kitee   |

## Ostrobotnie du Nord
| Association        | Sigle | Commune    |
| ------------------ | ----- | ---------- |
| Haapajärven Kiilat | HK    | Haapajärvi |
| Haukiputaan Heitto | HAHE  | Oulu       |
| Kempeleen Pyrintö  | KemPy | Kempele    |
| Muhoksen Voitto    | MuVo  | Muhos      |
| Nivalan Saukot     | NiSa  | Nivala     |
| Oulun Lohet        | OuLo  | Oulu       |
| Oulun Uinti 1906   | OU    | Oulu       |
| Vieskan Uimarit    | ViesU | Ylivieska  |

## Savonie du Nord
| Association       | Sigle | Commune |
| ----------------- | ----- | ------- |
| Iisalmen Uimarit  | IU    | Iisalmi |
| Kuopion Uimaseura | KuUS  | Kuopio  |
| UPOT              | UPOT  | Iisalmi |
| Varkauden Uimarit | VarU  | Varkaus |

## Päijät-Häme
| Association            | Sigle  | Commune |
| ---------------------- | ------ | ------- |
| Heinolan Isku          | HeiI   | Heinola |
| Lahden Kaleva          | LaKa   | Lahti   |
| Lahden Uimaseura       | LaUS   | Lahti   |
| Speedo Masters Finland | Speedo | Lahti   |
| Vesiveijarit           | VeVe   | Hollola |

## Satakunta
| Association                 | Sigle     | Commune    |
| --------------------------- | --------- | ---------- |
| Eura Swimming Team          | EuraST    | Eura       |
| Euran Työväen Urheilijat    | ETU       | Eura       |
| Friitalan Yritys            | FrY       | Ulvila     |
| Harjavallan Uimaseura       | HarjUS    | Harjavalta |
| Kankaanpään Uimarit         | KU        | Kankaanpää |
| Pihlavan Työväen Urheilijat | PTU       | Pori       |
| Porin Pyrintö               | PoPy      | Pori       |
| Porin Uimaseura             | PUS       | Pori       |
| Rauman Uimaseura            | RaUS      | Rauma      |
| Swimming Team Rauma         | STR       | Rauma      |
| Uintiklubi Nereus           | Nereus    | Pori       |
| Vesipalloseura Sentterit    | Sentterit | Pori       |

## Uusimaa
| Association                     | Sigle     | Commune     |
| ------------------------------- | --------- | ----------- |
| Aquatics Hyvinkää               | Aquatics  | Hyvinkää    |
| Borgå Simmare - Porvoon Uimarit | BS-PU     | Porvoo      |
| Cetus Espoo                     | Cetus     | Espoo       |
| Ekenäs Simsällskap              | ESS       | Raasepori   |
| Gamla Polare urheiluseura       | GP        | Helsinki    |
| Gladius Kirkkonummi             | Gladius   | Kirkkonummi |
| H.O.T.                          | HOT       | Helsinki    |
| Helsingfors Simsällskap         | HSS       | Helsinki    |
| Helsingin Uimarit               | HU        | Helsinki    |
| HTU Stadi                       | HTU Stadi | Helsinki    |
| Hydra Platypus                  | Hydra     | Vihti       |
| Hyvinkään Uimaseura             | HyUS      | Hyvinkää    |
| Järvenpään Uintiklubi           | JUK       | Järvenpää   |
| Keravan Uimarit                 | KeUi      | Kerava      |
| Lane 4 Swimming Triathlon Club  | LANE4     | Helsinki    |
| Nummelan Kisaajat               | NumKis    | Vihti       |
| Nurmijärven Uinti               | NU        | Nurmijärvi  |
| Octopus Lohja                   | Octopus   | Lohja       |
| ORCA Helsinki                   | ORCA      | Helsinki    |
| Pikku Delfiinit                 | PD        | Helsinki    |
| Simmis Grani                    | SGR       | Kauniainen  |
| Simmis Wanda                    | SiWa      | Vantaa      |
| Stadin Delfiinit                | SD        | Helsinki    |
| Tuusulan Uimaseura              | TuUS      | Tuusula     |
| Uimahyppyseura Tiirat           | Tiirat    | Helsinki    |
| Uimahyppääjien kerho Härveli    | Härveli   | Helsinki    |
| Uimaseura Helsinki              | USH       | Helsinki    |
| Uinti Hyvinkää                  | UH        | Hyvinkää    |
| Uintiseura Kuhat                | Kuhat     | Helsinki    |
| Vanders                         | Vanders   | Vantaa      |
| Vantaa Diving                   | VanDi     | Vantaa      |
| Vantaan Pyörre                  | VanPy     | Vantaa      |

## Finlande Propre
| Association                     | Sigle | Commune      |
| ------------------------------- | ----- | ------------ |
| Aboa Watersports                | AWS   | Turku        |
| Aurajoen Uinti                  | AUi   | Turku        |
| Kimito Sportförening            | KSF   | Kemiönsaari  |
| Laitilan Jyske                  | LaiJy | Laitila      |
| Loimaan Uimaseura               | LUS   | Loimaa       |
| Raision Urheilijat              | RaisU | Raisio       |
| Salon Uimarit                   | SalU  | Salo         |
| Someron Esa                     | SomE  | Somero       |
| Someron Uimarit                 |       | Somero       |
| Turun Uimarit                   | TU    | Turku        |
| Uimaseura Kaarina               | UiKaa | Kaarina      |
| Uinti-Vakka                     | Ui-Va | Uusikaupunki |
| Åbo Simklubb - Uintiklubi Turku | ÅSK   | Turku        |

## Anciennes associations
| Association             | Sigle    | Commune  |
| ----------------------- | -------- | -------- |
| Kotkan Uimaseura        | KoUS     | Kotka    |
| Kuopion Työväen Uimarit | KuTU     | Kuopio   |
| Marjaniemen Uimarit     | MaU      | Helsinki |
| Poseidon                | Poseidon | Vantaa   |
| Simmis Hyvinkää         | SiHy     | Hyvinkää |
| Tampereen Uimaseura     | TaUs     | Tampere  |
| Vantaan Uimarit         |          | Vantaa   |
| Vantaan Vesikot         |          | Vantaa   |
| Vetehiset               | Ve       | Helsinki |